# ローマ・マフィア
ローマ・マフィア（Roma Maffia 1958年5月31日 - ）は、アメリカ合衆国の女優。
ニューヨーク・マンハッタン生まれ。西インド諸島人とイングランド系、ドイツ系の血を引く。芸名はイタリア系の継父の姓からとったもので、彼女自身はイタリア系ではない。
テレビドラマ『NIP/TUCK マイアミ整形外科医』のリズ・クルーズ役で有名。

## 主な出演作品

### 映画
- 愛されちゃって、マフィア Married to the Mob (1988)
- ザ・ペーパー The Paper (1994)
- ディスクロージャー Disclosure (1994)
- ニック・オブ・タイム Nick of Time (1995)
- イレイザー Eraser (1996)
- コレクター Kiss the Girls (1997)
- ダブル・ジョパディー Double Jeopardy (1999)
- 彼女を見ればわかること Things You Can Tell Just by Looking at Her (2000)
- アイ・アム・サム I Am Sam (2001) クレジットなし
- 穴/HOLES Holes (2003)
- ザ・コール 緊急通報指令室 The Call (2013)

### テレビドラマ
- シカゴ・ホープ Chicago Hope (1994 - 1995)
- ER緊急救命室 ER (2001)
- ロー&オーダー Law & Order (2003 - 2004,2006)
- NIP/TUCK マイアミ整形外科医 Nip/Tuck (2003 - 2010)
- ボストン・リーガル Boston Legal (2007 - 2008)
- グレイズ・アナトミー 恋の解剖学 Grey's Anatomy (2012)
- プリティ・リトル・ライアーズ Pretty Little Liars (2013 - )